# يوشيو كيتاغاوا
يوشيو كيتاغاوا (باليابانية: 北川 佳男) (21 أغسطس 1978 في كيوتو في اليابان – )؛ هو لاعب كرة قدم ياباني سابق كان يلعب كمهاجم.

## وصلات خارجية
- يوشيو كيتاغاوا على موقع رابطة كرة القدم اليابانية للمحترفين (اليابانية)